# Schlaftherapie
Die Schlaftherapie oder Dauernarkose war eine in den 1920er- und 1930er-Jahren verbreitete Behandlungsform der Schizophrenie.
Der Schweizer Psychiater Jakob Klaesi (1883–1980) berichtete 1922 in der Zeitschrift für Psychiatrie über Versuche, mit dem 1921 durch D. und G. Bardet in Frankreich als intravenös anzuwendendes Barbiturat eingeführten Somnifen fünf- bis zehntägige Schlafkuren bei schizophrenen Patienten durchzuführen. Da er einige positive Ergebnisse anführte, verbreitete sich die Methode im deutschsprachigen Raum. Die Behandlung war sehr aufwendig und führte bei unzureichender Pflege zu häufigen Todesfällen (bei über zehn Prozent der Behandelten).
Ab 1936 wurde die Schlaftherapie von den neuen Schocktherapien verdrängt, u. a. von den Vorläufern der heutigen Elektrokonvulsionstherapie. 
Heute versteht man unter Schlaftherapie häufig auch die Behandlung der Schlafbezogenen Atmungsstörungen (SBAS), wie der obstruktiven oder der zentralen Schlafapnoe, dem Obesitas-Hypoventilationssyndrom oder der Cheyne-Stokes-Atmung. Bei diesen Erkrankungen kommt es im Schlaf zu wiederholten Atemstillständen und Minderatmung sowie zu einer Fragmentierung des Schlafes. Die Folgen können u. a. Tagesmüdigkeit und verminderte Leistungsfähigkeit, aber auch hoher Blutdruck, Herzinfarkt oder Schlaganfall sein. 
Zur Therapie erhält der Patient i. d. R. ein spezielles Beatmungsgerät (Schlaftherapiegerät), das über einen Schlauch mit einer Beatmungsmaske verbunden ist. Maske und Schlaftherapiegerät sollten Patienten mit SBAS jede Nacht benutzen. Die Schlaftherapie führt zu einer deutlichen Besserung der Einschlafneigung und der Wachheit am Tage.